# Двойственность Пуанкаре
В математике, теорема двойственности Пуанкаре, названная в честь французского математика Анри Пуанкаре, является основным результатом о структуре групп гомологий и когомологий многообразия.  Она утверждает,  что все k-е группы когомологий  n-мерного ориентируемого замкнутого многообразия M изоморфны (n − k)-м группам гомологий  M : 
{\displaystyle H^{k}(M)\cong H_{n-k}(M).}

## История
Первоначальный вариант теоремы двойственности был сформулирован Пуанкаре без доказательства в 1893 году. Когомологии были изобретены лишь спустя два десятилетия после его смерти, поэтому идею двойственности он сформулировал в терминах чисел Бетти:  k-е и (n − k)-е числа Бетти замкнутого (компактного без границы) ориентируемого n-мерного многообразия равны:
{\displaystyle b_{k}(M)=b_{n-k}(M).}
Позже Пуанкаре дал доказательство этой теоремы в терминах двойственных триангуляций.

## Современная формулировка
Современная формулировка двойственности Пуанкаре включает понятия гомологий и когомологий: если M — замкнутое ориентируемое n-мерное многообразие, k — целое число, то существует канонический изоморфизм k-й группы когомологий {\displaystyle H^{k}(M)} в (n − k)-ю группу гомологий {\displaystyle H_{n-k}(M)}:
{\displaystyle D:H^{k}(M)\to H_{n-k}(M)}.
Этот изоморфизм двойственности Пуанкаре определяется фундаментальным классом многообразия {\displaystyle [M]}:
{\displaystyle D(\alpha )=[M]\frown \alpha },
где {\displaystyle \alpha \in H^{k}(M)} — коцикл, {\displaystyle \frown } обозначает {\displaystyle \frown }-умножение гомологических и когомологических классов. 
Здесь приведены гомологии и когомологии с коэффициентами в кольце целых чисел, но изоморфизм имеет место и для произвольного кольца коэффициентов.
Для некомпактных ориентируемых многообразий когомологии в этой формуле необходимо заменить на когомологии с компактным носителем.
Для {\displaystyle k<0} группы гомологий и когомологий, по определению нулевые, соответственно, согласно двойственности Пуанкаре,  группы гомологий и когомологий при {\displaystyle k>n} на n-мерном многообразии являются нулевыми.

## Билинейное спаривание
Пусть M замкнутое ориентируемое многообразие,
обозначим через {\displaystyle \tau H_{k}(M)} кручение группы {\displaystyle H_{k}(M)}, и {\displaystyle fH_{k}(M)=H_{k}(M)/\tau H_{k}(M)} её свободную часть; все группы гомологий берутся с целыми коэффициентами. Существуют билинейные отображения:
{\displaystyle fH_{k}(M)\otimes fH_{n-k}(M)\to \mathbb {Z} }
и
{\displaystyle \tau H_{k}(M)\otimes \tau H_{n-k-1}(M)\to \mathbb {Q} /\mathbb {Z} .}
(Здесь {\displaystyle \mathbb {Q} /\mathbb {Z} } — аддитивная факторгруппа группы рациональных чисел по целым.)
Первая форма называется индексом пересечения, вторая — коэффициентом зацепления. Индекс пересечения определяет невырожденную двойственность между свободными частями групп {\displaystyle H_{k}(M)} и {\displaystyle H_{n-k}(M)},  коэффициент зацепления — между кручениями групп {\displaystyle H_{k}(M)} и {\displaystyle H_{n-k-1}(M)}.
Утверждение о том, что эти билинейные спаривания определяют двойственность,  означает, что отображения 
{\displaystyle fH_{k}(M)\to \mathrm {Hom} _{\mathbb {Z} }(fH_{n-k}(M),\mathbb {Z} )}
и 
{\displaystyle \tau H_{k}(M)\to \mathrm {Hom} _{\mathbb {Z} }(\tau H_{n-k-1}(M),\mathbb {Q} /\mathbb {Z} )}
являются изоморфизмами групп.
Этот результат является следствием двойственности Пуанкаре {\displaystyle H_{k}(M)\simeq H^{n-k}(M)} и теоремы об универсальных коэффициентах, которые дают равенства {\displaystyle fH^{n-k}(M)\equiv \mathrm {Hom} (H_{n-k}(M);\mathbb {Z} )} и {\displaystyle \tau H^{n-k}(M)\equiv \mathrm {Ext} (H_{n-k-1}(M);\mathbb {Z} )\equiv \mathrm {Hom} (\tau H_{n-k-1}(M);\mathbb {Q} /\mathbb {Z} )}.  Таким образом, группы {\displaystyle fH_{k}(M)\simeq fH_{n-k}(M)} являются изоморфными, хотя и не существует естественного изоморфизма, и, аналогично, {\displaystyle \tau H_{k}(M)\simeq \tau H_{n-k-1}(M)}.